# Florin Gheorghiu
Florin Gheorghiu (Bucarest, 6 aprile 1944) è uno scacchista rumeno, grande maestro.
Dimostrò il suo talento vincendo nel 1963 a Vrnjačka Banja il campionato del mondo juniores e due anni dopo ottenne il titolo di grande maestro, il primo della Romania.
Vinse nove volte il campionato rumeno dal 1960 al 1987 (il primo a 16 anni).
Partecipò con la Romania a ben quattordici olimpiadi degli scacchi dal 1962 al 1990, quasi sempre in prima scacchiera. Giocò 214 partite, realizzando complessivamente +67 =125 –22 (60,5 %).
Tra i molti successi di torneo:
- 1968: =1º con Vlastimil Hort e Leonid Štejn nel torneo di Hastings 1967/68;
- 1972: =1º con Hort e Friðrik Ólafsson al Reykjavík Open;
- 1973: 1º a Orense:
- 1974: =1º con Eugenio Torre a Torremolinos;
- 1979: 1º a Novi Sad; 1º a Cienfuegos, davanti a Juchym Heller e Evgenij Svešnikov; =1º a Lone Pine con Svetozar Gligorić, Liberzon e Hort;
- 1982: =1º a Biel con John Nunn;
- 1990: 1º a Lenk.

Vinse tre volte di seguito il campionato americano open (U.S. Open): nel 1979, 1980 (alla pari con John Fedorowicz) e 1981 (con Larry Christiansen).
È famosa la vittoria che ottenne alle olimpiadi di L'Avana 1966 contro Bobby Fischer, impiegando la variante 4. f3 della difesa nimzo-indiana, che ora è chiamata in molti manuali "variante Gheorghiu" (vedi la partita online).
Di professione è professore di lingue all'Università di Bucarest.